# Al-Nassr Football Club (féminines)
Pour les articles homonymes, voir Al Nasr.
Maillots
Dernière mise à jour : 16 décembre 2024.
La section féminine d'Al-Nassr Football Club, plus communément appelé Al-Nassr FC Ladies, est un club féminin de football basé à Riyad.

## Histoire
Le club est fondé en 2018 sous le nom de Al-Mamlaka FC. En 2022, il remporte le championnat saoudien pour la première fois.
Alors que le championnat professionnel est lancé en Arabie saoudite, Al-Nassr rachète Al-Mamlaka pour en faire sa section féminine. En 2023, Al-Nassr remporte l'édition inaugurale de la Saudi Women's Premier League. Le club est couronné à la dernière journée avec trois points d'avance sur Al-Hilal.

## Palmarès
| Compétitions nationales                                                                       |
| - Championnat d'Arabie saoudite (4) : - Champion : 2021-2022, 2022-2023, 2023-2024, 2024-2025 |